# オオバタケシマラン
オオバタケシマラン（大葉竹縞蘭、学名：Streptopus amplexifolius ）は、ユリ科タケシマラン属の多年草。

## 特徴
根茎は太く短い。茎は高さ50-100cmになり、2-3枝に分かれる。葉は互生し、長さ6-12cmになる卵形または卵状楕円形で、先端は尾状にとがり、基部は深い心形になり茎を抱く。葉裏は粉白色になり、縁には突起状の毛がある。
花期は6-8月、葉腋から花柄を伸ばし1個ずつ花をつける。花柄に関節があり、ねじれて下向きに白緑色の花がつく。花被片は6個で長さ8-10mmになり、基部が広鐘形となり、先端は反り返る。雄蕊は6個ある。果実は液果で径10mm内外になり、赤く熟す。

## 分布と生育環境
日本では、本州中部地方以北および北海道に分布し、亜高山帯から高山帯の林内に生育する。世界では、千島、樺太、朝鮮、中国、アムール、カムチャツカ、シベリア東部、北アメリカに分布する。

## ギャラリー
- 花
- 果実
- Streptopus amplexifolius - Museum specimen